# Negrine
Negrine è una città dell'Algeria, capoluogo dell'omonimo distretto, nella provincia di Tébessa.